# XQL
XQL steht für XML Query Language und bezeichnet den Vorläufer der Anfragesprache XQuery. XQL wird in der Praxis nur noch selten eingesetzt und wurde so sehr durch seinen Nachfolger verdrängt, dass die Bezeichnung XQL häufig auch für XQuery verwendet wird.